# Thais Oliveira
Thais de Lucas de Oliveira – brazylijska zapaśniczka walcząca w stylu wolnym. Srebrna medalistka mistrzostw Ameryki Południowej w 2017. Mistrzyni panamerykańska juniorów w 2018, druga w 2016, trzecia w 2017. Trzecia w zawodach kadetek w 2015 roku.